# Општина Кнез
Општина Кнез (рум. Satchinez) је сеоска општина у округу Тимиш у западној Румунији. Општина је значајна по присутној српској националној мањини у Румунији, која је данас малобројна, али и даље присутна (1% становништва).

## Природни услови
Општина Кнез се налази у источном, румунском Банату, 25 km северно од Темишвара. Општина је равничарског карактера.

## Становништво и насеља
Општина Кнез имала је према последњем попису 2002. године 4.638 становника.
Општина се састоји из 3 насеља:
- Беретеаз
- Кнез - седиште општине
- Ходоњ

## Срби у општини
Срби у општини чине око 1% становништва општине и живе искључиво у насељу Кнез, где су веома малобројни. Остатак су првенствено Румуни (85%) и Роми (10%).